# Thérmes (Grèce)
Pour les articles homonymes, voir Thermes.

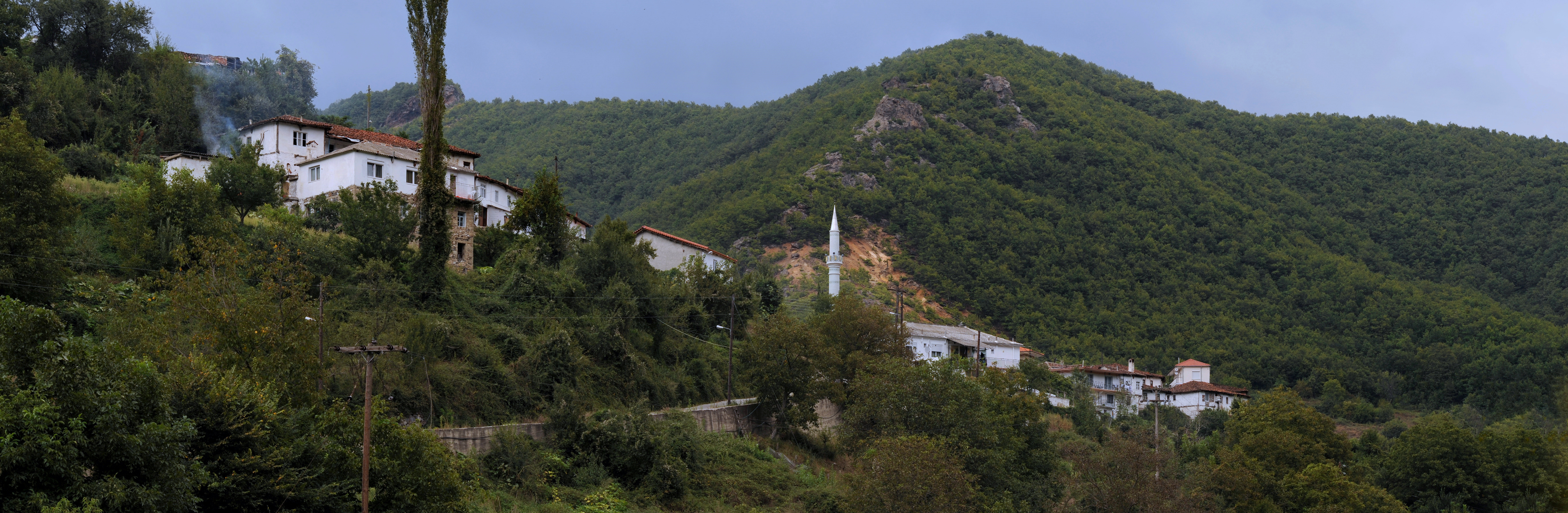
Vue panoramique de Termes en 2010

Thermes (grec moderne : Θέρμες) est une localité de la Nome de Xánthi dans le nord-est de la Grèce.
La population était de 1 221 habitants en 2001.